# هارولد جولدسميث
هارولد جولدسميث (بالإنجليزية: Harold Goldsmith)‏ هو مبارز بالسيف أمريكي، ولد في 20 يوليو 1930 في ألمانيا، وتوفي في 13 مارس 2004 في نيويورك في الولايات المتحدة.

## وصلات خارجية
- هارولد جولدسميث على موقع أوليمبيديا (الإنجليزية)